# Ad Turres Albas
Ad Turres Albas fue una antigua ciudad del Lacio. Ad Turres Albas perteneció en origen a los Volscos, y se encontraba en la costa, a 15 km de Circeii y otros 15 km de Astura. Su localización exacta, sin embargo, se desconoce.